# Ambulyx charlesi
Ambulyx charlesi là một loài bướm đêm thuộc họ Sphingidae. Nó được miêu tả bởi Clark năm 1924, và được tìm thấy ở Indonesia.